# Carcelia yakushimana
Carcelia yakushimana är en tvåvingeart som först beskrevs av Hiroshi Shima 1968.  Carcelia yakushimana ingår i släktet Carcelia och familjen parasitflugor. Inga underarter finns listade i Catalogue of Life.